# Belousovka
Belousovka (kazakiska: Белоусовка) är en mindre gruvort i distriktet Glubokoje i provinsen Östkazakstan i östra Kazakstan. Orten ligger cirka 22 kilometer nordväst om staden Öskemen. Belousovka hade 9 649 invånare vid folkräkningen år 2009. Orten är ett centrum för utvinningen och anrikningen av sulfidmalmer.